# 楊廷茵
楊廷茵（英語：Carolina Yeung），香港女演員，主要拍攝TVB電視劇及參與一些電影演出，後退出娛樂圈，重返校園。曾參選2014年中華才藝小姐，雖然最後未能奪冠，但這也奠定了她在演藝事業的基礎。

## 參與電視劇
| 電視劇（無綫電視） | 電視劇（無綫電視） | 電視劇（無綫電視）       |
| ------------------ | ------------------ | ------------------------ |
| 年份               | 劇名               | 角色                     |
| 2015年             | 愛·回家 (第二輯)   | 瑜伽學員 （第853集）     |
| 2016年             | 警犬巴打           | Polina （第21集）        |
| 2016年             | 巨輪2              | 護士 (第16集)            |
| 2016年             | 實習天使           | 街舞者（第17集）         |
| 2016年             | 愛情食物鏈         | 卡林娜（第15集）         |
| 2016年             | 一屋老友記         | 模特兒（第11集）         |
| 2016年             | 純熟意外           | 車模（第5集）            |
| 2016年             | 完美叛侶           | 模特兒（第16集）         |
| 2016年             | 城寨英雄           | 郭明菊（第22集）         |
| 2016年             | 愛·回家之八時入席  | 化妝品店員（第74集）     |
| 2017年             | 愛·回家之八時入席  | 戲中戲女主角 （第108集） |
| 2017年             | 愛·回家之八時入席  | 遊戲節目嘉賓 (第180集)   |
| 2017年             | 愛·回家之開心速遞  | 女醫生（第48集）         |
| 2017年             | 乘勝狙擊           | 模特兒（第2集）          |
| 2017年             | 全職沒女           | 美女OL（第4集）          |
| 2017年             | 乘勝狙擊           | 模特兒（第2集）          |
| 2017年             | 使徒行者2          | 女警（第17集）           |
| 2017年             | 降魔的             | 的士乘客少女             |
| 2017年             | 雜警奇兵           | 男孩母親                 |
| 2017年             | 溏心風暴3          | 戲中廣告模特兒           |

## 參與電影
- 2015年 《有客到》
- 2016年 《鴨王2》
- 2017年 《空手道》

## 節目主持
- 美女潮食團（2015）

## 相關報道
- 中華才藝小姐出席紅酒節活動
- 中華才藝小姐出席獅子會活動
- 中華才藝小姐出席三和活動 （页面存档备份，存于）
- 美女潮食團 - 稻庭篇
- 美女潮食團 - Go Fresh篇

## 外部連結
- 楊廷茵在香港影庫上的簡介
- 楊廷茵的演出影片 （页面存档备份，存于）